# Королевич Євген Вітольдович
Євген Вітольдович Королевич (рос. Фёдор Михайлович Заварзин; нар. 1922, с. Рутченкове, Донецька губернія, УРСР — пом. ?) — радянський футболіст, воротар.

## Життєпис
Виступав за команди майстрів «Шахтар» (Сталіно), «Торпедо» (Сталінград), «Торпедо» (Москва), а також дубль київського «Динамо». Перший радянський воротар, який відзначився голом у власні ворота.